# 류제홍
류제홍(1991년 9월 5일 ~ )은 대한민국의 전직 오버워치 프로게이머, 인터넷 방송인이다.

## 선수 시절
2018년부터 2019년까지 서울 다이너스티 팀으로 활동하다 최근에는 밴쿠버 타이탄즈 소속이였으나 밴쿠버 타이탄즈 선수 전원 퇴출 후 현재 휴식 중이다. 이후 2020년 10월 17일에 팀을 찾고 있으며, 현재는 트위치(Twitch)에서 방송을 하고 있다.

## 소속팀
| # | 팀명            | 소속 기간               | 소속 리그 | 비고           |
| - | --------------- | ----------------------- | --------- | -------------- |
| 1 | 루나틱 하이     | 2011 ~ 2012             | CSO       |                |
| 2 | STX Soul        | 2012 ~ 2013             | CSO       |                |
| 3 | 루나틱 하이     | 2013 ~ 2014             | CSO       |                |
| 4 | 루나틱 하이     | 2016.08 ~ 2017.08.22    | APEX      |                |
| 5 | 서울 다이너스티 | 2017.08.22 ~ 2019.11.27 | OWL       | 영구 결번 (14) |
| 6 | 밴쿠버 타이탄즈 | 2019.11.27 ~ 2020.05.06 | OWL       |                |

## 수상 내역
- 2× OWL All-Star (2018, 2019)
- No. 14 retired by Seoul Dynasty
- 2× OWWC champion (2016, 2017)
- 2× APEX champion (2017)
- 2× APEX Most Valuable Player (2017)